# Małdyty (gemeente)
De gemeente Małdyty is een landgemeente in het Poolse woiwodschap Ermland-Mazurië, in powiat Ostródzki.
De zetel van de gemeente is in Małdyty.
Op 30 juni 2004 telde de gemeente 6320 inwoners.

## Oppervlakte gegevens
In 2002 bedroeg de totale oppervlakte van gemeente Małdyty 188,94 km², waarvan:
- agrarisch gebied: 60%
- bossen: 24%

De gemeente beslaat 10,70% van de totale oppervlakte van de powiat.

## Demografie
Stand op 30 juni 2004:
| Omschrijving                   | Totaal | Totaal | Vrouwen | Vrouwen | Mannen | Mannen |
| ------------------------------ | ------ | ------ | ------- | ------- | ------ | ------ |
| eenheid                        | aantal | %      | aantal  | %       | aantal | %      |
| inwoners                       | 6320   | 100    | 3110    | 49,2    | 3210   | 50,8   |
| bevolkingsdichtheid (inw./km²) | 33,4   | 33,4   | 16,5    | 16,5    | 17     | 17     |

In 2002 bedroeg het gemiddelde inkomen per inwoner 1798,27 zł.

## Administratieve plaatsen (sołectwo)
Budwity, Dobrocin, Drynki, Dziśnity, Gumniska Wielkie, Jarnołtowo, Kadzie, Klonowy Dwór, Koszajny, Kreki, Leśnica, Linki, Małdyty, Sambród, Sople, Szymonowo, Wilamowo, Wielki Dwór, Wodziany, Zajezierze.

## Overige plaatsen
Bagnity, Bartno, Budyty, Fiugajki, Gizajny, Ględy, Gumniska Małe, Jarnołtówko, Karczemka, Kęty, Kiełkuty, Kozia Wólka, Naświty, Niedźwiada, Pleśno, Plękity, Połowite, Rybaki, Sambród Mały, Sarna, Sasiny, Smolno, Surzyki Małe, Surzyki Wielkie, Szymonówko, Zalesie, Zduny, Wilamówko.

## Aangrenzende gemeenten
Miłomłyn, Morąg, Pasłęk, Rychliki, Stary Dzierzgoń, Zalewo
- Virtual International Authority File: 5249148997690759870005